# Jarabedepalo
Jarabedepalo (ранее исп. «Jarabe De Palo», «Берёзовая каша», «Древесный сироп/микстура») — испанская группа созданная в 1996 году, играющая в стилях латино, поп, рок. Лидер и вокалист группы — Пау Донес (Pau Donés).

## История
До проекта Jarabedepalo Пау Донес работал в нескольких группах. Первую он организовал в 15 лет вместе со своим братом Марком(Marc), группа называлась «J.& Co.Band» и позже вторую группу — «Искусственные зубы»(«Dentaduras Postizas»). Пау Донес выступал с концертами в составе двух групп в ночных барах Барселоны, совмещая музыку с работой в рекламном агентстве.
Успех пришёл к Пау после путешествия на Кубу, там пришло вдохновение и была написана песня «Худая»(«La Flaca»), которая и дала название первому альбому в 1996 году. Спустя год песня становится знаменитой благодаря рекламному ролику и диск продаётся миллионами копий в нескольких странах. Кроме того песня становится одной из самых популярных песен лета 1997 года.
Сама группа определяет диск как «Одиннадцать простых, непосредственных песен, без больших притязаний. Музыка среднего темпа и слова с посылом из опыта 31 года солнца и тени».
Вслед за успехом первого альбома Пау стал искать способ доказать что группа не была «Героем единственного хита», и с этой идеей группа записывает альбом «Depende»(1998), который продюсировал Joe Dworniak(знакомым по работе с группой Radio Futura), в студии «Moody de Londres» за два месяца. Альбом становится известным благодаря изобретательным и ироничным текстам и набирает популярность среди испанской публики и даже итальянской.
В 2001 году группа выпускает свой самый значимый альбом «De vuelta y vuelta», хорошо продуманный и глубокий. С первым клипом группы мы видим изменение: Пау здесь хорошо выбрит и не лохматый каким все привыкли его видеть.
В 2003 году Jarabedepalo возвращается к более лёгким и позитивным песням таким как «Bonito»(это первый сингл группы) с участием группы Mártires del Compás, певицы Elena Andújar и итальянского друга Jovanotti.
Уже осенью 2004 года объявляется турне с новым произведением группы «1 m2»(один квадратный метр).
В начале 2007 года группа представляет свой новый альбом «Adelantando», первый сингл которого(«Ole») уже ставили в середине марта на радиостанциях, а сам альбом вышел 10 апреля. Турне(по Испании и Европе) нового альбома началось в мае и продлилось всё лето. Второй сингл из альбома «Déjame Vivir» при участии Mari de Chambao. Песня «A tu lado» была использована супермаркетами в рекламных роликах на радио и телевидении. Также в создании альбома принимали участие Shica и Carlos Tarque.
В середине 2008, Jarabedepalo открывает свою собственную студию звукозаписи «Tronco Records». Больше чем просто студию, Мастерскую Музыки, где песни — главное.
Стартует этот проект с синглом «mucho más, mucho mejor», с продажами исключительно через Интернет, через свой веб-сайт и другие интернет-магазины. Меняется название Jarabe de Palo на Jarabedepalo.
Вследствие успеха «Reciclando Tour», 1 марта 2009 выпускается альбом «Orquesta reciclando» — самый популярный диск группы, 15 новых песен, перепетых заново, и его новая песня «mucho más, mucho mejor». Что касается живых выступлений, Jarabedepalo выступает с «Reciclando Tour», но с обновленным и адаптированным для больших сцен, в Испании, Америке и Европе.
В 2010 году группа записывает новый сингл «A Glonendo», новая версия «Depende», но с использованием африканских инструментов. Группа выступает с благотворительным концертом с учениками Консерватории Музыки Бамако (Мали, одна из самых беднейших стран мира) в пользу открытия новой школы.
Сингл можно приобрести уже и в iTunes. Вся прибыль направлена на благотворительность.

## Награды и достижения
Группа получила премию «Ondas» (Испанская Премия Радио и Телевидения) и номинировалась на «Грэмми».
В 2001 группа приглашена Лучано Паваротти участвовать в благотворительном концерте «Pavarotti & Friends» в пользу Афганистана в Модена, Италия. На концерте Jarabedepalo исполняет вместе с Лучано Паваротти и Celia Cruz кубинскую Guantanamera, на прощание вместе с гостями The Beatles — «With a Little Help from My Friends», кроме того группа исполнила свой успешный хит «La Flaca».
Пау участвовал в написании музыки Рики Мартину; исполнил главную роль в клипе вместе с Аланис Мориссетт (Alanis Morissette); пел с мексиканской певицей Хульетой Венегас (Julieta Venegas) в дуэте песню El listón de tu pelo. Также спел с певицей Joaquín Sabina песню «Sabina» (версию песни «La Flaca»). В 2009 году получает за альбом «Orquesta Reciclando» Латинский Грэмми.

## Участники группы
- Pau Donés — Вокал, Электрогитара
- Jimmy Jenks — Саксофон
- Alex Tenas — Барабан
- Kyke Serrano — Клавиши
- Carmen Niño — Бас-гитара
- Quino Béjar — Ударные
- Dani Baraldés — Электрогитара

### Бывшие участники
- Luis Dulzaides
- Marià Roch
- Daniel Forcada
- Toni Saigi
- Jordi Mena
- Joan Gené
- J.MªOliver
- Jorge Rebenaque
- Danny Cummings
- Jordi Gas
- Ángel Herraiz

## Дискография
- 1996 — La Flaca
- 1998 — Depende
- 2001 — De vuelta y vuelta
- 2003 — Bonito
- 2004 — Un metro cuadrado
- 2007 — Adelantando
- 2009 — Orquesta Reciclando

### Синглы
- 1999 — Grita
- 1999 — El lado oscuro
- 1999 — La flaca
- 2000 — AgAgua
- 2000 — Depende
- 2001 — Dos dias en la vida
- 2003 — Bonito
- 2003 — Yin yang
- 2004 — 1 m²
- 2007 — Olé
- 2007 — Mi piace come sei / Me gusta como eres (с Никколо Фаби)
- 2007 — Déjame vivir
- 2009 — Agua
- 2009 — De vuelta y vuelta
- 2011 — La quiero a morir (с Francesco Renga)